# Hólar

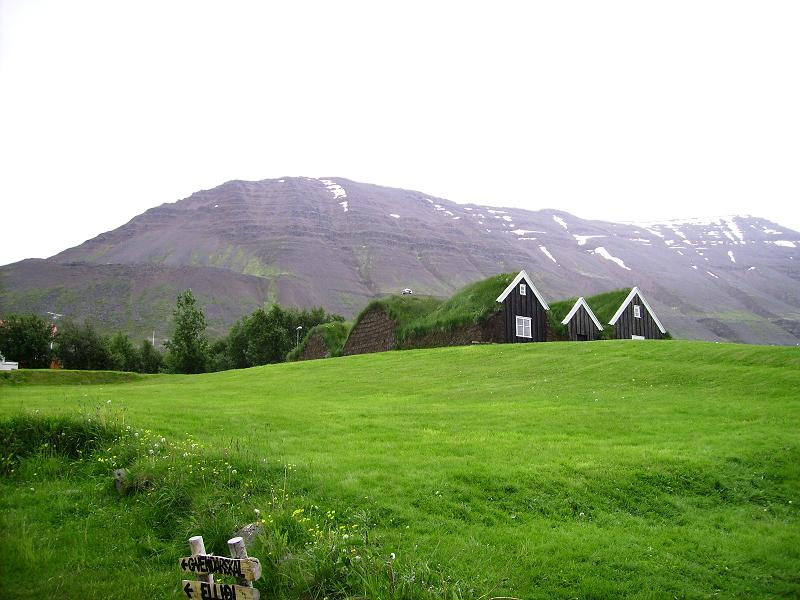
Hólar í Hjaltadal

Hólar í Hjaltadal je malá vesnice na severu Islandu, nedaleko fjordu Skagafjörður, ve stejnojmenné obci. Leží 379 km od Reykjavíku. Žije zde okolo 100 obyvatel. Město bylo založeno v roce 1106. V Hólaru sídlili významní biskupové Jón Arason, Guðbrandur Þorláksson, Guðmundur Arason a Jón Ögmundsson.